# 長谷川怜華
長谷川 怜華（はせがわ れいか、1996年3月25日 - ）は、日本の元女優、元歌手。女性アイドルグループ『さんみゅ〜』の元メンバー。
新潟県出身。サンミュージックプロダクション、スターレイプロダクションを経て引退。

## 経歴
2008年、サンミュージックアカデミー新潟校へ入所。
2012年、女性アイドルグループ『さんみゅ〜』のメンバーに選抜、2013年メジャーデビュー。
2016年12月、AKIBAカルチャーズ劇場での公演にて、さんみゅ〜を卒業、独立。
2018年1月、スターレイプロに移籍。
2021年4月現在は芸能活動を辞め、一般人に戻っている。
2022年11月1日、結婚を発表。結婚後の姓は非公開。

## 出演

### テレビ
- 水戸黄門 43部 第10話（TBSテレビ、2011年）
- 高校野球全力応援TV ガチファン（千葉テレビ放送、2017年）

### CM・広告
- 市進教育グループ（2009年 - 2011年）
- サーティワンアイスクリーム「こんなときにサーティワン」篇（2012年4月5日 - 2013年4月4日）
- カラオケBanBan（2013年）[7]
- 山芳製菓わさビーフ（2013年） - 25周年キャンペーン[8]
- ルネサンス高等学校（2014年 - ）[9]

### 映画
- 中野JK 退屈な休日（2015年）[10]

### 舞台
- 人猫「このニャかに人猫（じんびょう）がいるニャ」〜「のぶニャがの野望」トライアル公演〜（2015年12月16日 - 23日、六本木・俳優座劇場）[11] - おミーちの方 役
- アリスインプロジェクト「みちこのみたせかい[12]」（2016年5月5日 - 8日、西新宿・新宿村LIVE） - 織部絹江 役
- のぶニャがの野望 番外公演「ねこ軍議〜飼い猫はどいつニャ？[13]」（2016年 8月8日 - 14日、R’sアートコート新大久保） - おミーちの方 役
- アリスインプロジェクト「GIRLS TREK[14]」（2016年12月7日 - 11日、新宿・シアターブラッツ） - 葦田香苗 役
- 第2回アイドル人狼フェスティバル（2017年3月5日、代官山・シアターサイバード）

### ラジオ
- 60TRY部（2014年10月4日[15] - 2017年9月29日[16]、アール・エフ・ラジオ日本）[17]
- 土曜の夜は長谷川怜華（2016年6月4日 - 12月24日、エフエム長崎）[18]